# Saint-Henri (Marseille)
Pour les articles homonymes, voir Saint-Henri.
Saint-Henri, anciennement Séon Saint-Henri, est un quartier de Marseille, situé dans le 16e arrondissement et au nord-ouest de la ville, en bord de mer sur la plaine littorale du bassin de Séon. Il fait ainsi partie des quartiers nord. 
Anciennement jumelé à Saint-André sous le nom de Séon, ce village acquiert sa paroisse en 1745. Ancien hameau d'agriculteurs du terroir de Marseille, puis village de l'industrie des tuiles, Saint-Henri est aujourd'hui une zone résidentielle des Quartiers Nord de Marseille.

## Toponymie
Le village a pris le nom de l'ancienne chapelle Saint-Henri, en devenant une paroisse en 1745.

## Géographie

### Situation
Le quartier de Saint-Henri est situé dans la banlieue nord de Marseille, le long du littoral. Il est délimité au nord-ouest par le quartier de L'Estaque, au sud par le quartier de Saint-André.
On trouve au sein de Saint-Henri un quartier prioritaire portant le même nom, et qui inclut la cité Rabelais et la résidence des Muriers. Il compte 1 904 habitants en 2018 pour un taux de pauvreté de près de 39 %.

### Géologie et relief
Saint Henri fait partie du Bassin de Séon, plaine littoral comportant également Saint André et L'Estaque. Il se trouve entre les collines au Nord-Est et la mer Méditerranée au Sud-Ouest. Ce bassin sédimentaire contient une part importante d'argile. L'extraction de cette matière première au cours des siècles derniers à des fins industrielles (fabrication de briques et de tuiles), dans ce qu'on appelle des "creux d'argile",  a créé un relief accidenté. Les dépressions y sont ponctuellement brutales, prenant la forme de cirques, qui rappellent alors les anciennes carrières d'argiles de Saint-Henri.

### Voies de communication et transports

#### Route
Saint-Henri est traversée par la route départementale 568 (ancienne route du Littoral) qui aboutit vers le nord au quartier L'Estaque puis à la commune Le Rove en direction de l'autoroute A55 ; et vers le sud à l'autoroute A55 et au centre-ville de Marseille.

#### Rail
La grande ligne de Paris à Marseille traverse le quartier de Saint-Henri, mais la gare de Séon-Saint-Henri est fermée à tout trafic. La ligne secondaire de l'Estaque à Saint-Charles via Arenc ne comporte pas de gare dans sa traversée de Saint-Henri. La gare maritime de Mourepiane, gare de marchandises, est à l'abandon, le trafic de conteneurs transitant par le port de Mourepiane s'effectuant désormais par voie routière.

## Histoire

### DuXVIeauXIXesiècle, une campagne agricole
Au XVIe siècle, le site de Saint-Henri fait partie du domaine de Séon, qui comprend aussi Saint-André, appartenant aux seigneurs Saumati (Sommati), et les terres sont louées aux paysans. En 1745, sous l’égide de Monseigneur de Belsunce, Saint-Henri érige sa propre paroisse indépendante du village de Saint-André. À la suite de la Révolution française (1789-1799), paisible à Marseille (!?), les terres seigneuriales de Saint-Henri sont rattachées à la commune de Marseille.
A cette époque, l’activité principale de Saint Henri est le vin blanc. La vigne profite ici d’un terrain sec et de coteaux ensoleillés. Mais en 1863 la maladie du phylloxera ravage les vignes. Le vignoble de Saint-Henri ne sera jamais reconstitué, le village abandonne sa vocation agricole pour l’industrie.

### DuXIXesiècleà 1980, l’industrialisation  tuilière
Saint Henri est établi  sur un sol fait d’argile, que l’on extrayait vraisemblablement dès l’Antiquité (pour en faire des amphores, afin de transporter le vin de la région). Faite à base d'argile, la fabrication de tuiles s’accroit considérablement au cours du XIXe siècle, accompagnée par la première révolution industrielle. Ainsi, alors qu’on trouve 21 fabriques artisanales de tuiles en 1805 qui comprennent 45 ouvriers au total, le nombre s’épaissit jusqu’à compter 150 tuileries en 1860, et une population atteignant les 800 ouvriers. 
Le paysage de Saint Henri se modifie alors. Les creux d’argile, trous creusés où l’on va chercher la matière première, se multiplient, laissant un relief accidenté au territoire. Les longues cheminées des fours hoffman utilisés par usines dépassent les toitures. Les logements ouvriers, souvent auto-construits, donnent naissance à plusieurs bidonvilles aux abords des usines, faits de tuiles données ou vendues par les patrons. On retrouve également d’autres logements typiques de l’architecture ouvrière, comme les courées ou les baraquements.
L’expansion industrielle de la région fait appel aux étrangers pour remplir son besoin de main d’œuvre. Ainsi, au début du XXe siècle, de nombreux immigrés italiens, espagnols et arméniens s’installent à Saint-Henri. Plus tard, ce sont des algériens qui arrivent ici pour travailler aux usines. Ainsi la population de Saint-Henri passe de 714 à 10 950 entre 1820 et 1930, la grande majorité travaillant aux tuileries, femmes et hommes confondus. 

## Culture et patrimoine

### Cinéma

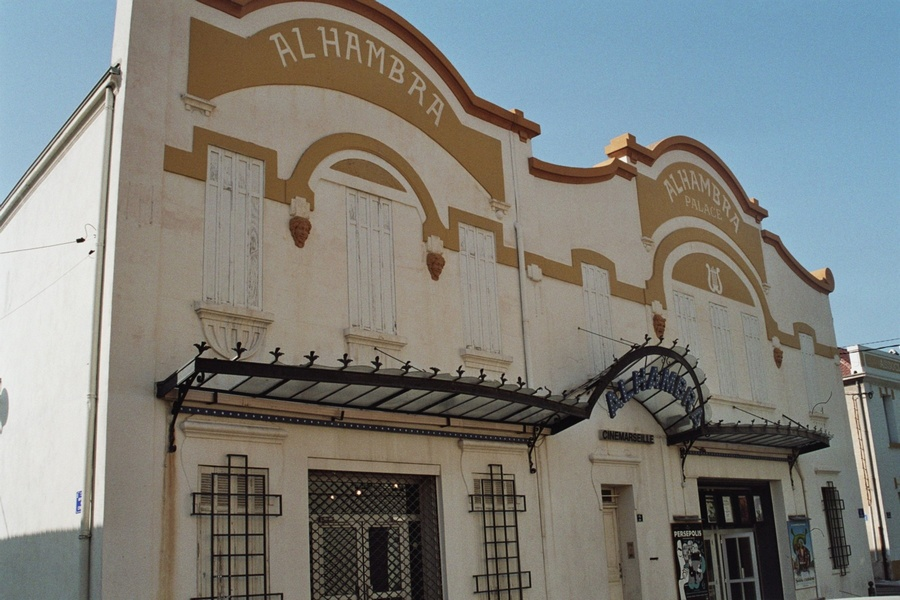
Le cinéma

Au sein du quartier de Saint Henri existe un cinéma "d'art et essai" : L'Alhambra  . Il est classé patrimoine remarquable. Sa façade est typique des cinémas des années 1930. 

### Personnalités liées à Saint-Henri
- Jean-Raymond Mourraille
- Saint-Pol-Roux

## Démographie
| 1889  | 1899  | 1909  | 1931   | 1982  |
| ----- | ----- | ----- | ------ | ----- |
| 6 325 | 5 055 | 5 525 | 10 950 | 5 151 |

| 1990  | 1999  | 2010  | 2015  | 2021  |
| ----- | ----- | ----- | ----- | ----- |
| 5 424 | 5 718 | 5 678 | 5 543 | 5 191 |

À partir de 1990, les recensements de population par l'INSEE concernant le quartier Saint-Henri sont composés des IRIS 132160401 à 132160403.